# Canonici regolari della Madre di Dio
I canonici regolari della Madre di Dio (in latino Canonici regulares Matris Dei) sono un istituto religioso maschile di diritto pontificio.

## Storia

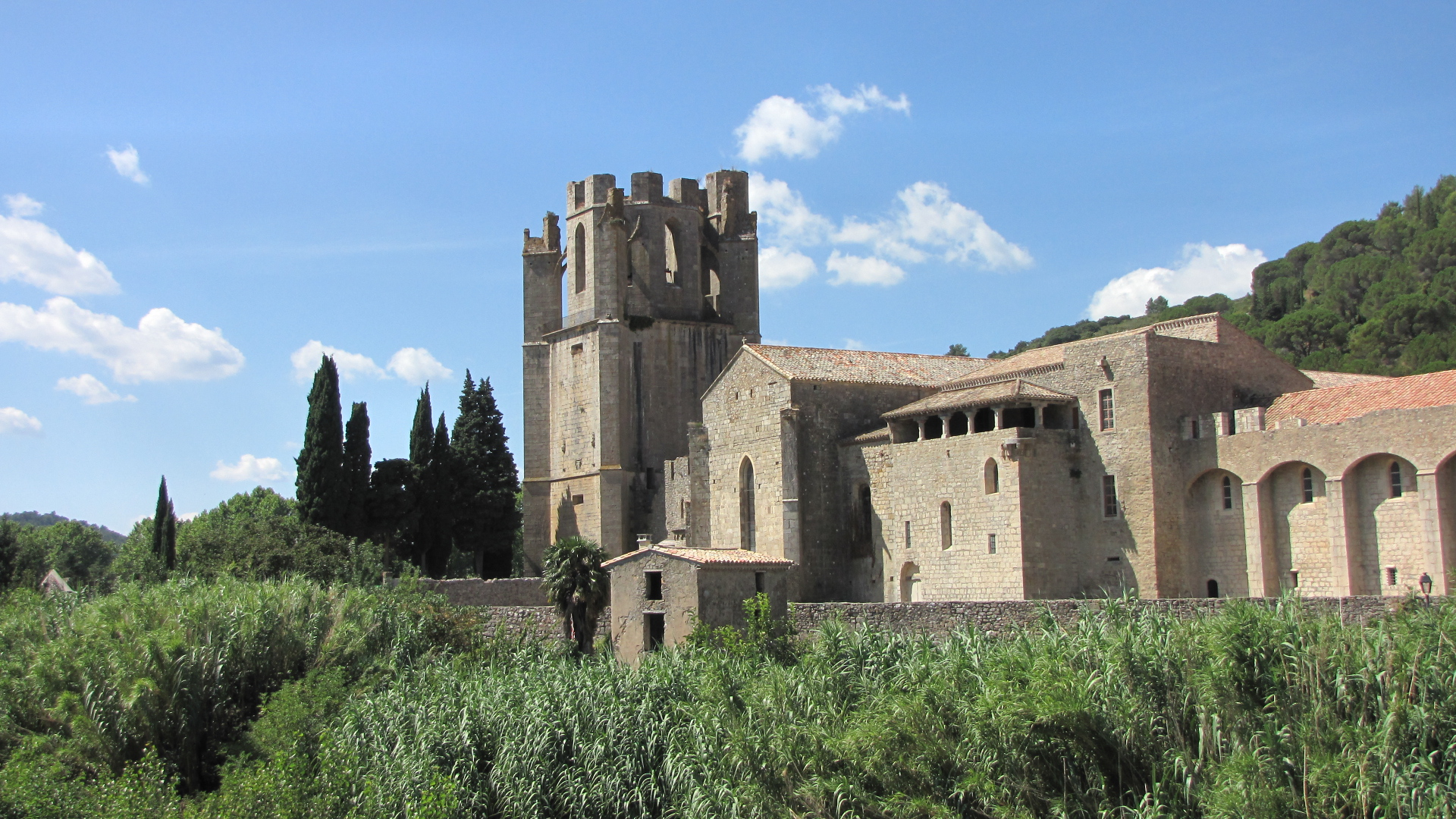
L'abbazia di Lagrasse, casa-madre dell'ordine

L'Opus Mariæ fu fondato nel 1969 da Roger Péquigney in diocesi di Gap; nel 1988 i membri adottarono la forma di vita dei canonici regolari, che univa la vita contemplativa alle attività pastorali. L'8 maggio 1997 ebbe luogo l'erezione canonica della comunità in abbazia soggetta alla regola di sant'Agostino e i membri adottarono il nome di "canonici regolari della Madre di Dio".
La comunità ha conservato la liturgia latina fissata nella riforma operata da papa Giovanni XXIII nel 1962.
La comunità si stabilì a Lagrasse, in diocesi di Carcassonne, nel 2004.
L'ordine fu approvato dalla Santa Sede il 18 ottobre 2002 e posto alle dipendenze dalla pontificia commissione "Ecclesia Dei".
All'ordine è associato il ramo femminile delle canonichesse regolari della Madre di Dio, stabilite nel monastero Mater Dei ad Azille.

## Attività e diffusione
I canonici regolari dell'ordine si dedicano al culto divino, alle opere di apostolato e alla cura d'anime.
Il moderatore supremo dell'ordine porta il titolo di abate e risiede presso l'Abbaye Sainte-Marie a Lagrasse.
Alla fine del 2015 l'ordine contava una sola casa e 32 religiosi, 17 dei quali sacerdoti.